# Magda Julin
Magda Julin, née Mauroy le 24 juillet 1894 à Vichy en France et morte le 21 décembre 1990 à Stockholm, est une patineuse artistique suédoise.

## Palmarès
| Compétitions | 1911 | 1912 | 1913 | 1914 | 1915 | 1916 | 1917 | 1918 | 1919 | 1920 |
| Jeux olympiques d'été |      | X    |      |      |      | JA   |      |      |      | 1re  |
| Championnats du monde |      |      | 6e   |      | CA   | CA   | CA   | CA   | CA   | CA   |
| Championnats de Suède | 1re  | 2e   | 2e   |      | 2e   | 1re  | 2e   | 1re  |      |      |
| Légende : F = Forfait ; X = Pas de patinage artistique aux Jeux olympiques d'été de 1912 ; JA = Jeux olympiques d'été annulés ; CA = Championnats annulés |      |      |      |      |      |      |      |      |      |      |